# I'm the Evil Lord of an Intergalactic Empire!
I'm the Evil Lord of an Intergalactic Empire! (俺は星間国家の悪徳領主！?, Ore wa seikan kokka no akutoku ryōshu!, lett. "Sono il signore malvagio di un impero interstellare!") è una serie di light novel scritta da Yomu Mishima e illustrata da Nadare Takamine. Ha iniziato la serializzazione come web novel pubblicata sul sito di pubblicazione di romanzi generati dagli utenti Shōsetsuka ni narō nell'agosto 2018. In seguito è stato acquisito da Overlap, che iniziato a pubblicarlo sotto l'etichetta light novel Overlap Bunko a partire dal 25 luglio 2020. Un adattamento manga disegnato da Kai Nadashima ha iniziato la serializzazione sul sito web di manga Comic Gardo di Overlap il 29 maggio 2021. Una serie televisiva anime prodotta da Quad è stata trasmessa dal 5 aprile al 21 giugno 2025.

## Trama
Un uomo conduce una vita miserabile a causa della sua natura giusta e gentile. Viene ingiustamente licenziato e accusato di colpe che non ha, e viene tradito brutalmente anche dalla moglie, che contribuisce a far precipitare la sua esistenza nel baratro della disperazione. Proprio sul punto di morire, un misterioso essere chiamato la Guida gli propone un patto: reincarnarsi in un altro mondo, dove può vivere egoisticamente e senza vincoli morali. Accettando, l'uomo si reincarna come Liam Sera Banfield, primogenito della casata Banfield dell'Impero Interstellare di Algrand, un sistema feudale interstellare. Tuttavia, la Guida si rivela malvagia: ha manipolato e amplificato tutte le difficoltà della vita precedente dell'uomo per rendere la sua esistenza un inferno, persino rovinando la vita della moglie infedele come colpo di grazia, facendo arrestare il suo ex capo e amante. La Guida intende divorare la sofferenza e il dolore dell'uomo nella sua nuova vita, ignaro però che prima che morisse un misterioso cucciolo luminoso lo aveva toccato. Nonostante ciò, Liam, a soli cinque anni, eredita il titolo di capo famiglia dal padre, che si ritira nella capitale per una vita dissoluta, lasciandogli l'onere di risollevare le sorti di una casa decaduta e sull'orlo del fallimento finanziario a causa degli eccessi del sonno. Con l'aiuto dell'androide Amagi, comprato come sua balia, Liam inizia a risanare le finanze e a riorganizzare l'esercito della famiglia.
Inoltre, sotto la guida del misterioso maestro Yasushi, ottiene la piena padronanza della scuola di spada Issen-ryu, diventando il più forte spadaccino del suo tempo. Quando la tenuta Banfield viene assalita dalla banda di pirati Goaz, Liam li sconfigge brillantemente con le sue abilità, salvando durante lo scontro una giovane "principessa cavaliere" di nome Tia, che sceglie volontariamente di diventare la sua fedele cavaliere. In questo nuovo mondo, la concezione di male di Liam si rivela completamente diversa da quella locale, e tutti i tentativi della Guida di trasformarlo in un tiranno malvagio si ritrovano a fallire clamorosamente, mentre Liam conduce una vita sorprendentemente felice e prospera come signore del suo pianeta.

## Personaggi
Liam Sera Banfield (リアム・セラ・バンフィールド?, Riamu Sera Banfīrudo)
Doppiato da: Natsuki Hanae, Kaori Maeda (da bambino), Toshiya Miyata (vita precedente)
Avendo vissuto una vita infelice da virtuoso, Liam decide di essere malvagio nella prossima vita. Tuttavia, grazie alla combinazione dei suoi piani a lungo termine per rafforzare e sviluppare il suo feudo, al confronto con la nobiltà spesso corrotta e indolente dell'Impero e a un caso comico, finisce per sembrare un sovrano benevolo e giusto, amato da tutti (convinto di essere un tiranno). Anche il suo desiderio di oro appare strano, poiché nel nuovo mondo ha un valore monetario relativamente basso rispetto a metalli come il mithril e l'adamantio.
Amagi (天城?)
Doppiata da: Reina Ueda
Un robot IA domestico regalato a Liam dalla madre il giorno del suo quinto compleanno, prima che lei e il marito abbandonassero il dominio di Banfield per il Pianeta Capitale Imperiale. È l'unica di cui Liam si fida tramite codice di programmazione, infatti anche se diffida del prossimo non può indagare oltre.
Nias Carlin (ニアス・カーリン?, Niasu Kārin)
Doppiata da: Ayana Taketatsu
Un ingegnere della Settima Fabbrica d'Armi Imperiale, a causa di un appalto perso, è diventata la fornitrice di astronavi e armamenti di Liam, perché nessuno le compra, nonché addetta alla riparazione e manutenzione della flotta e dei robot da battaglia e la creazione di nuove armi.
Christiana Leta Rosebreyer (クリスティアナ・レタ・ローズブレイア?, Kurisutiana Reta Rōzubureia)
Doppiata da: Mikako Komatsu
Ex "principessa cavaliere" del Sacro Regno di Rosebreyer, catturata dalla banda di pirati di Goaz e sottoposta a torture disumane dopo la distruzione della sua casa. Lei e le altre vittime vengono salvate da Liam dopo aver sconfitto la flotta di Goaz.
La Guida (案内人?, Annainin)
Doppiato da: Takehito Koyasu
Un maligno divoratore di emozioni, che si nutre di miseria, disperazione e altre emozioni negative. Ha reso la vita di Liam un inferno, aiutando la moglie traditrice a incastrarlo per molte cose. Poiché Liam continua ad avere successo nel nuovo mondo nonostante i migliori sforzi della Guida per portare infelicità, Liam continua a credere erroneamente che sia il suo guardiano benevolo, e i suoi sentimenti di gratitudine lo feriscono e lo affamano.
Yasushi (安士?)
Doppiato da: Shin'ichirō Miki
Assunto come maestro di spada, in realtà è un imbroglione che si approfitta di Liam per mantenerlo. Innamoratosi non corrisposto di Nias, convinto erroneamente che preferisca Liam, punisce il ragazzo con quelle che lui crede sezioni di allenamento, facendogli sviluppare tecniche e abilità fuori dal comune, fraintendo le sue parole. Facendo credere a Liam che non ha più nulla da insegnarli, è partito, in realtà è in fuga, sapendo che quando il ragazzo scoprirà che lo ha truffato lo farà giustiziare.
Brian Beaumont (ブライアン・ボーモント?, Buraian Bōmonto)
Doppiato da: Yōji Ueda
Un maggiordomo al servizio della casata Banfield fin dai tempi del bisnonno di Liam.
Goaz (ゴアズ?, Goazu)
Doppiato da: Tetsu Inada
Un malvagio capo dei pirati spaziali che ha saccheggiato e distrutto pianeti, tra cui quello di Christiana e averla trasformata assieme alle sue subordinate in mostri da laboratorio, solo per divertimento. Viene sconfitto e ucciso da Liam, nonostante la Guida lo avesse trasformato in un mostro per batterlo
Ex moglie di Liam
Una donna dai capelli rossi che ha tradito Liam e ha messo al mondo la figlia del suo amante. Inoltre, lo ha usato per pagare tutto e accumulare debiti che ha fatto ricadere su di lui, facendolo persino licenziare per appropriazione indebita da parte di qualcun altro. Dopo che la Guida decide di darle un'orribile fortuna, la donna trascorre il resto della sua vita nel rimpianto: il marito che le era sempre stato vicino è morto e lei non ha più nulla per cui vivere.
Cucciolo luminoso
Un essere misterioso che appare a Liam nei momenti del bisogno, che veglia su di lui e che solo lui sembra vedere, come averlo toccato prima di morire e aiutato a trovare Christiana e la spada in grado di sconfiggere Goaz, sembra inoltre la causa dei problemi ai piani della Guida, di cui però ignara l'esistenza. A Liam ricorda il cane che aveva nella sua precedente vita, l'unico amico di cui si fidava e che non l'aveva mai tradito.

## Media

### Light novel
La serie, scritta da Yomu Mishima, ha iniziato la serializzazione sul sito di pubblicazione di romanzi generati dagli utenti Shōsetsuka ni narō il 15 agosto 2018. In seguito è stato acquisito da Overlap, che ha iniziato a pubblicarlo con le illustrazioni di Nadare Takamine sotto l'etichetta Overlap Bunko il 25 luglio 2020. Al 25 luglio 2025 sono stati pubblicati 11 volumi. La light novel è concessa in licenza in Nord America da Seven Seas Entertainment.
| Nº | Data di prima pubblicazione | Data di prima pubblicazione | Data di prima pubblicazione |
| Nº | Giapponese                  | Giapponese                  |                             |
| -- | --------------------------- | --------------------------- | --------------------------- |
| 1  | 25 luglio 2020              | ISBN 978-4-86554-694-1      |                             |
| 2  | 25 dicembre 2020            | ISBN 978-4-86554-801-3      |                             |
| 3  | 25 aprile 2021              | ISBN 978-4-86554-888-4      |                             |
| 4  | 25 ottobre 2021             | ISBN 978-4-8240-0020-0      |                             |
| 5  | 25 aprile 2022              | ISBN 978-4-8240-0159-7      |                             |
| 6  | 25 dicembre 2022            | ISBN 978-4-8240-0359-1      |                             |
| 7  | 25 maggio 2023              | ISBN 978-4-8240-0499-4      |                             |
| 8  | 25 gennaio 2024             | ISBN 978-4-8240-0682-0      |                             |
| 9  | 25 ottobre 2024             | ISBN 978-4-8240-0969-2      |                             |
| 10 | 25 marzo 2025               | ISBN 978-4-8240-1113-8      |                             |
| 11 | 25 luglio 2025              | ISBN 978-4-8240-1254-8      |                             |

Uno spin-off, Atashi wa seikan kokka no eiyū kishi! (あたしは星間国家の英雄騎士！? lett. "Sono il cavaliere eroe di un impero intergalattico!"), ha iniziato la serializzazione su Shōsetsuka ni narō il 16 novembre 2021. In seguito è stato acquisito da Overlap che ha iniziato a pubblicarlo con le illustrazioni di Nadare Takamine sotto l'etichetta Overlap Bunko il 25 dicembre 2022. Al 25 marzo 2025 sono stati pubblicati 4 volumi. Lo spin-off è stato concesso in licenza anche in Nord America da Seven Seas Entertainment.
| Nº | Data di prima pubblicazione | Data di prima pubblicazione | Data di prima pubblicazione |
| Nº | Giapponese                  | Giapponese                  |                             |
| -- | --------------------------- | --------------------------- | --------------------------- |
| 1  | 25 dicembre 2022            | ISBN 978-4-8240-0358-4      |                             |
| 2  | 25 settembre 2023           | ISBN 978-4-8240-0604-2      |                             |
| 3  | 25 giugno 2024              | ISBN 978-4-8240-0849-7      |                             |
| 4  | 25 marzo 2025               | ISBN 978-4-8240-1112-1      |                             |

### Manga
Un adattamento manga disegnato da Kai Nasashima ha iniziato la serializzazione sul sito web di manga Comic Gardo di Overlap il 29 maggio 2021. I capitoli vengono raccolti in volumi tankōbon a partire dal 25 ottobre 2021. Al 25 aprile 2025 sono stati pubblicati 8 volumi. L'adattamento manga è anche concesso in licenza in Nord America da Seven Seas Entertainment.
| Nº | Data di prima pubblicazione | Data di prima pubblicazione | Data di prima pubblicazione |
| Nº | Giapponese                  | Giapponese                  |                             |
| -- | --------------------------- | --------------------------- | --------------------------- |
| 1  | 25 ottobre 2021             | ISBN 978-4-8240-0030-9      |                             |
| 2  | 25 aprile 2022              | ISBN 978-4-8240-0170-2      |                             |
| 3  | 25 ottobre 2022             | ISBN 978-4-8240-0317-1      |                             |
| 4  | 25 aprile 2023              | ISBN 978-4-8240-0478-9      |                             |
| 5  | 25 ottobre 2023             | ISBN 978-4-8240-0640-0      |                             |
| 6  | 25 aprile 2024              | ISBN 978-4-8240-0811-4      |                             |
| 7  | 25 ottobre 2024             | ISBN 978-4-8240-0990-6      |                             |
| 8  | 25 aprile 2025              | ISBN 978-4-8240-1169-5      |                             |

Un adattamento manga dello spin-off Atashi wa seikan kokka no eiyū kishi! disegnato da Jū Ishiguchi ha iniziato la serializzazione sempre su Comic Gardo il 21 luglio 2023. I capitoli vengono raccolti in volumi tankōbon a partire dal 25 dicembre 2023. Al 25 aprile 2025 sono stati pubblicati 3 volumi. Il manga spin-off è anche concesso in licenza in Nord America da Seven Seas Entertainment.
| Nº | Data di prima pubblicazione | Data di prima pubblicazione | Data di prima pubblicazione |
| Nº | Giapponese                  | Giapponese                  |                             |
| -- | --------------------------- | --------------------------- | --------------------------- |
| 1  | 25 dicembre 2023            | ISBN 978-4-8240-0691-2      |                             |
| 2  | 25 giugno 2024              | ISBN 978-4-8240-0864-0      |                             |
| 3  | 25 aprile 2025              | ISBN 978-4-8240-1168-8      |                             |

### Anime
Un adattamento anime è stato annunciato durante il livestream "5th Overlap Bunko All-Star Roundup Special" il 20 ottobre 2024. È prodotto da Quad e diretto da Tetsuya Yanagisawa, con sceneggiature scritte da Katsuhiko Takayama, il character design curato da Kazuya Morimae e la colonna sonora composta da Yūsuke Seo e Shun Narita. La serie è stata trasmessa dal 5 aprile al 21 giugno 2025 nel contenitore Animazing!!! su tutti gli affilati della ANN, tra cui ABC e TV Asahi. La sigla di apertura è Uchū-teki Mystery (宇宙的MYSTERY? lett. "Mistero spaziale") cantata dalle Saishū Mirai Shōjo, mentre la sigla di chiusura è Nantonaku (なんとなく? lett. "In qualche modo") di Nagi Fujisaki. Crunchyroll trasmette la serie in streaming. Muse Communication ha concesso la serie in licenza nel sud-est asiatico.

#### Episodi
| Nº | Titolo italiano Giapponese 「Kanji」 - Rōmaji | In onda        | In onda |
| Nº | Titolo italiano Giapponese 「Kanji」 - Rōmaji | Giapponese     |         |
| 1  | Vendetta 「復讐」 - Fukushū | 5 aprile 2025  |         |
| 1  | In un universo alternativo, Lord Liam Sera Banfield emerge vittorioso da una grande battaglia contro i suoi nemici. In una vita passata, Liam era un uomo comune, un salaryman con una moglie e una figlia che amava profondamente. Tuttavia, il suo lavoro in azienda lo costringeva a lunghe ore per una paga modesta. La situazione familiare si deteriora quando scopre che la moglie aveva una relazione extraconiugale e che la figlia chiamava l'amante "papà". La rivelazione più dolorosa arriva quando Liam apprende che la bambina non è sua figlia biologica. La moglie, infatti, lascia la famiglia portando con sé la figlia, ammettendo di amare il vero padre più di Liam. Parallelamente, l'azienda in cui lavorava perde denaro e Liam viene ingiustamente accusato di furto, licenziato e costretto a lavorare come operaio edile, oltre a dover pagare gli alimenti alla ex moglie e restituire la somma sottratta. Poco dopo, Liam scopre di avere una malattia terminale. Mentre sta morendo, un dio gli rivela che il vero colpevole del furto è il suo capo, che aveva tramato con la moglie per sfruttarlo. Desideroso di una seconda possibilità, in cui sia lui a prendere il controllo e sfruttare gli altri, Liam chiede di rinascere. Il dio, divertito, concede a Liam di reincarnarsi in un mondo fantascientifico e fantasy, dove tecnologia avanzata e magia coesistono. Liam rinasce come figlio di un nobile che governa un intero pianeta e non perde tempo a diffondere miseria e male in tutta la galassia. |                |         |
| 2  | Reincarnazione 「転生」 - Tensei | 12 aprile 2025 |         |
| 2  | Liam si risveglia sul pianeta Hydra, appartenente alla sua famiglia, nel giorno del suo quinto compleanno. Sua madre gli regala una domestica androide dotata di intelligenza artificiale chiamata Amagi, mentre suo padre annuncia il loro imminente ritiro sul pianeta natale imperiale. Con sua grande sorpresa, Liam assume automaticamente il titolo di conte in sostituzione del padre. Nel frattempo, il dio che Liam conosce come Guida smaschera il vero colpevole del furto ai danni di Liam, il suo ex capo, che viene arrestato, lasciando l'ex moglie di Liam senza risorse economiche. Guida si rallegra all'idea di assistere nuovamente alla sofferenza di Liam nella sua nuova vita, poiché si nutre della sua disperazione. Tuttavia, poco prima che Liam muoia e si reincarni, un cucciolo luminoso appare da un portale e lo tocca. Nel nuovo universo, la principessa Christiana Rosebreia del Regno di Liebe difende il suo pianeta da un'armata di pirati spaziali. Liam riceve Amagi come sua domestica e scopre che in questo mondo gli esseri umani possono vivere fino a 600 anni. Il suo maggiordomo Brian lo avverte che le intelligenze artificiali sono viste con sospetto, poiché in passato hanno quasi estinto l'umanità. Di conseguenza, se Liam trascorre troppo tempo con Amagi, potrebbe essere considerato sospetto o inaffidabile. Liam apprende inoltre che i suoi genitori sono fuggiti, lasciandogli un enorme debito familiare. Per affrontare la situazione, Liam programma Amagi secondo le "Tre leggi della domestica androide": "non deve mai permettere che Liam venga ferito, deve obbedire a ogni suo ordine e non deve farsi del male. Infine, decide di rimanere per sei mesi in una capsula per l'apprendimento che impianterà nel suo cervello almeno dieci anni di istruzione. |                |         |
| 3  | La Scuola del Lampo 「一閃流」 - Issenryū | 19 aprile 2025 |         |
| 3  | Dopo due anni trascorsi nella capsula, Liam si risveglia e scopre che Amagi ha gestito le finanze del pianeta Hydra, migliorandole leggermente. Tuttavia, a causa di un budget limitato, le navi spaziali e le tute robotiche di Liam soffrono per la mancanza di manutenzione. Liam inizia così a imparare a pilotare una di queste tute e fa pratica nel combattimento sotto la guida del maestro spadaccino Yasushi, che in realtà è un impostore senza alcuna reale esperienza. Nel frattempo, la principessa Christiana risponde a un'offerta di pace del capitano pirata Goaz, ma si rende conto troppo tardi di essere stata allontanata dal suo pianeta Mysteria, permettendo così alle navi di Goaz di invaderlo. Per tre anni Yasushi addestra Liam senza insegnargli nulla di concreto. Quando Liam chiede di apprendere la sua arte segreta, la "Scuola del Lampo", Yasushi, che se l'è inventata, finge di abbandonare l'insegnamento. Liam si scusa e gli offre ulteriori soldi per continuare il suo ruolo di maestro. Nel frattempo, Liam scopre un funzionario corrotto che si è appropriato di fondi pubblici e ha fatto giustiziare un suo subordinato per coprire il crimine. Liam giustizia il funzionario e promette di eliminare la corruzione dal suo governo. Su suggerimento di Amagi, Liam pianifica di sostituire la maggior parte dei funzionari con tre domestiche AI, in grado di gestire efficacemente il carico di lavoro. I cittadini sono inizialmente contrari all'esecuzione del funzionario, ma cambiano idea quando apprendono che Liam ha migliorato l'istruzione dei loro figli e ha promesso lo sviluppo edilizio costruendo nuove scuole. Liam riprende l'allenamento per pilotare un robot, ma Yasushi, temendo che il suo segreto venga scoperto, lo convince a non affidarsi a un robot prodotto in serie con pilotaggio automatico, ma a un modello più vecchio con controlli manuali più complessi. Il comandante di Liam gli suggerisce di utilizzare il robot appartenuto al bisnonno di Liam. |                |         |
| 4  | Primo scontro 「初陣」 - Uijin | 26 aprile 2025 |         |
| 4  | Liam decide di riparare il robot appartenuto al suo bisnonno Alistair, chiamato Avid. Amagi inizia a sospettare che Yasushi sia un impostore. Per la riparazione di Avid, Liam chiama il tenente Nias Carlin, un'ingegnere imperiale. Yasushi sviluppa un ossessione nei confronti di Nias, che però lo ignora completamente. Frustrato, Yasushi rende ancora più difficile il finto addestramento di Liam. Nel frattempo, Goaz aggiunge Christiana alla sua collezione di belle ragazze, che si diverte a mutilare lentamente fino alla morte. Intanto, Nias completa il restauro di Avid, rendendolo un robot completamente manuale e privo di intelligenza artificiale. Poiché il controllo di Avid richiede grande concentrazione mentale, Liam, distratto dall'aspetto di Nias, provoca involontariamente movimenti osceni nel robot, scatenando la gelosia di Yasushi, che intensifica ulteriormente l'allenamento. Liam si deprime per la mancanza di progressi nella Scuola del Lampo, ma Amagi cerca di farlo riflettere sull'inaffidabilità di Yasushi. Liam interpreta invece questo come un segnale per impegnarsi ancora di più e, dopo diversi anni, riesce a padroneggiare la Scuola del Lampo, una tecnica magica che Yasushi aveva solo simulato senza insegnargliela davvero. Nonostante il timore per l'abilità ormai impossibile di Liam, Yasushi riesce a convincerlo a proseguire l'allenamento, assicurandogli un impiego ancora per un po'. Quando i pirati attaccano uno dei pianeti minerari di Liam, lui decide di mettere alla prova le sue capacità in battaglia, pilotando l'Avid contro di loro. Utilizzando la Scuola del Lampo, Liam distrugge il 30% della flotta nemica, ne cattura il 10% e lascia fuggire il restante 60%. |                |         |
| 5  | Dolce trappola 「ハニートラップ」 - Hanī Torappu | 3 maggio 2025  |         |
| 5  | Goaz decide di eliminare la sua flotta d'invasione, definita vile. Amagi riferisce che, delle 10.000 navi di Liam, solo 3.000 sono ancora operative; di conseguenza, Liam decide di acquistare nuove imbarcazioni. Nel frattempo, Nias fatica a vendere le sue nuove navi da combattimento, poichè i generali dell'Impero preferiscono acquistare le navi di lusso costruire dalla sua rivale, il tenente Eulisia Moriselle. Improvvisamente, Nias realizza che le sue navi potrebbero interessare a Liam. Guida decide di far visita a Liam, convinto che le sue emozioni negative derivino dai debiti dei genitori e dal suo maestro di spada fraudolento. Tuttavia, scopre che Liam ha risanato l'economia di Hydra ed è diventato un maestro di spada. Liam opta per acquistare le navi di seconda mano che l'Impero sta sostituendo con quelle di lusso, mentre Guida si assicura che gli equipaggi siano composti da ufficiali d'onore, pronti a ribellarsi contro uomini malvagi come Liam. Nel frattempo, Nias si rivolge a Yasushi per chiedere consiglio su come avvicinare Liam. Yasushi, fraintendendo la situazione, crede che Nias stia cercando di sedurre Liam e condivide il suo feticismo per i vestiti. Convinta che si riferisca a Liam, Nias si presenta all'incontro indossando mutandine sexy, gonna e calze, ma Liam, ricordando che la sua ex moglie si vestiva in modo simile, non ne è impressionato. Nonostante ciò, Liam accetta di acquistare sia le navi dell'Impero sia quelle di Nias, con l'obiettivo di farla smettere di esporsi troppo. Brian teme che Liam non possa mai sposare una donna "vera", ma si convince che con Nias ci sia ancora speranza. |                |         |
| 6  | Isola del tesoro 「宝島」 - Takarajima | 10 maggio 2025 |         |
| 6  | Liam prende possesso delle sue nuove navi, mentre Yasushi è convinto che Liam stia cercando di sedurre Nias e giura vendetta. Nel frattempo, Nias acquista alcune delle navi pirata catturare da Liam, interessata a studiarle. Durante un'ispezione, Liam nota un cane a bordo di una nave pirata che lo conduce alla plancia, dove Amagi scopre che le navi pirata viaggiano regolarmente tra i warp gate di Domus e Palmonia. Liam è certo che in quell'area si nasconda il quartier generale dei pirati, ricco di tesori rubati, e lo chiama "Isola del tesoro", decidendo di catturarla. Nel frattempo, Goaz giura vendetta contro Liam e porta la sua flotta al gate Palmonia. Liam arriva al gate Domus, ma viene respinto dal comandante locale, che gli nega l'accesso per ragioni economiche. Goaz invece corrompe facilmente il comandante di Palmonia per far passare la sua flotta. Liam nota di nuovo il cane fuori dall'ufficio del comandante di Domus, che, vedendo le navi di Goaz avvicinarsi, corrompe i suoi uomini per farli fuggire e negare di non aver visto nulla. Il cane conduce Liam in una sala di controllo ormai vuota. Liam pensa che il comandante di Domus abbia avuto pietà di lui e abbia attivato il gate, seppure nella direzione sbagliata, così inverte rapidamente la rotta e torna alla sua nave. Il brusco cambio di direzione nel gate fa si che Goaz venga accidentalmente trasportato al gate di un centro di addestramento imperiale, dove si trovano ben 70.000 navi. Approfittando della situazione, Liam porta la sua flotta attraverso il gate e lancia l'attacco all'isola del tesoro. |                |         |
| 7  | La principessa guerriera 「姫騎士」 - Hime kishi | 17 maggio 2025 |         |
| 7  | Nel passato, Goaz ha fatto rimuovere gli occhi di Christiana dal suo medico, impiantandoli nelle proprie mani in modo da poter assistere alle mutilazioni. Nel presente, Liam cattura l'isola del tesoro e il cane lo conduce alla camera delle torture. Il dottore mostra con orgoglio le sue vittime, aspettandosi che Liam ne rimanga impressionato, ma Liam lo giustizia sul posto. Christiana implora Liam di porre fine alle loro sofferenze, ma lui ordina invece che l'immensa fortuna di Goaz venga utilizzata per finanziare procedure mediche volte a rigenerare completamente i loro corpi. Alla notizia della nuova ricchezza di Liam, Nias utilizza nuovamente il suo metodo della gonna per convincerlo ad acquistare ancora più navi. Amagi calcola che potrebbero permettersi fino a 5.000 nuove imbarcazioni e, prima che Liam possa fermarla, Nias fugge per effettuare l'ordine. Vedendo Nias fuggire con le mutandine scoperte, Yasushi propone a Liam un altro finto allenamento: difendersi da 1.000 droni mentre è bendato. Yasushi si compiace all'idea di poter finalmente vendicarsi di Liam, finché quest'ultimo non inventa improvvisamente uno scudo di energia magica che distrugge i droni. Terrorizzato dalla possibilità che Liam possa presto scoprire il suo inganno, Yasushi dichiara Liam maestro della Scuola del Mapo e si ritira rapidamente dal ruolo di istruttore. Liam invia preghiere di gratitudine a Guida per avergli donato una seconda vita eccellente, ma Guida, respinto dalla sua gratitudine, giura di farlo sprofondare nella disperazione. |                |         |
| 8  | Missione harem 「ハーレム計画」 - Hāremu keikaku | 24 maggio 2025 |         |
| 8  | Liam decide di accrescere la sua cattiva reputazione accumulando ricchezze e formando un harem. Il signor Thomas della compagnia commerciale Henfry, gli vende l'oro che desidera come simbolo della sua ricchezza. In privato, Thomas non riesce a capire perché Liam attribuisca tanto valore all'oro, spesso considerato di scarso valore in quel mondo. Liam rimane un po' deluso dal fatto che la presenza di un harem non venga vista come un segno di malvagità, anzi, ci si aspetta che, in quanto conte, abbia un harem. Brian è invece preoccupato che Liam produca un erede. Convinto che un signore malvagio debba essere odiato, Liam insiste nel selezionare solo donne che non lo apprezzano, suscitando la confusione di Brian. Durante la ricerca, Liam scopre che l'abbigliamento femminile alla moda su Hydra è molto diverso da quello giapponese e non è affatto sexy. Amagi fa notare che le sue serve sono state assunte con la consapevolezza che un giorno sarebbero state chiamate a condividere il letto con lui e sarebbero felici di indossare qualsiasi vestito lui desideri. Liam si sente deluso, poiché è impossibile sentirsi un signore del male che impone la sua lussuria a donne povere quando, in realtà, ogni donna di Hydra lo desidera. Nel frattempo, Christiana si risveglia in ospedale e scopre che il suo corpo è tornato ad essere quello di un'adolescente. Decide così di dedicare la sua vita a ripagare Liam per averla salvata. |                |         |
| 9  | Maid prodotte in serie 「量産型メイド」 - Ryōsangata Meido | 31 maggio 2025 |         |
| 9  | Guida è furioso perché gli onorevoli ufficiali non hanno tradito Liam, ma in realtà sono felici di lavorare per lui. Yasushi scopre che il suo nome è ormai legato a quello di Liam in modo indelebile, indipendentemente da quanto lontano cerchi di fuggire. Nel frattempo, Goaz riesce a sfuggire alla flotta imperiale con 30.000 navi e, grazie alla manipolazione di Guida, decide di puntare nuovamente su Liam. Quest'ultimo si lamenta che persino i pasti sono noiosi, troppo civilizzati per un goloso signore del male. Amagi propone di invitare a cena le potenziali candidate per l'harem, ma questo irrita Liam, poiché Amagi, essendo un'intelligenza artificiale, non prova gelosia per le altre donne. Nel frattempo, le domestiche IA prodotte in serie diventano irrequiete, annoiate dalla pulizia della villa che occupa la maggior parte del loro tempo. Sono anche confuse dal fatto che Amagi vieti loro di avvicinarsi troppo a Liam per non compromettere la sua reputazione, arrivando persino a cancellare i loro ricordi delle interazioni sociali, nonostante l'intimità con lui. Intanto, Goaz invade il territorio di Liam, chiedendo denaro e belle donne come ostaggi. Amagi calcola che in caso di scontro Liam avrebbe solo il 3,8% di possibilità di vittoria. Improvvisamente il tempo si blocca e Guida si rivolge direttamente a Liam, dichiarando di volerlo aiutare a saldare i suoi debiti ancora più rapidamente. Fa inoltre notare che, oltre alla taglia su Goaz, le sue 30.000 navi contengono ricchezze superiori a quelle dell'isola del tesoro. A questo punto, Liam dichiara guerra a Goaz. |                |         |
| 10 | Scontro finale 「決戦」 - Kessen | 7 giugno 2025  |         |
| 10 | Dopo tre giorni senza combattimenti, Liam diventa sempre più inquieto: la guerra spaziale tra migliaia di navi distanti centinaia di miglia richiede una strategia accurata prima di iniziare lo scontro. Improvvisamente, Goaz sacrifica 500 navi per rompere la formazione di Liam, ma perde ancora più unità a causa delle bombe magiche nascoste da Liam. Nonostante ciò, Goaz avanza numericamente, nascondendo la sua nave ammiraglia dietro campi di forza. Brian esorta Liam a imitare questa tattica, sacrificando le navi di prima linea nella speranza di guadagnare tempo per l'arrivo dei rinforzi imperiali. In un discorso motivamene, Liam rifiuta di cedere una sola nave e parte in battaglia a bordo dell'Avid. Senza Liam sull'ammiraglia, Amagi può portarla in prima linea, sfruttando i suoi cannoni e armature più potenti. I cavalieri di Liam lo seguono in battaglia, nonostante la netta inferiorità numerica. L'uso ripetuto della Scuola del Lampo da parte di Liam danneggia il braccio destro dell'Avid, e Amagi calcola che le probabilità di vittoria sono scese dal 3,8% all'1,2%. Quando la spada di Liam si frantuma, Christiana lo salva da morte certa con il suo nuovo robot Nevan, donato da Eulisia. Liam evoca una nuova spada e lancia un attacco massiccio che distrugge più della metà della flotta nemica, aumentando le sue possibilità di vittoria all'83%. Con la vittoria ormai vicina, Liam si avvicina all'ammiraglia di Goaz. |                |         |
| 11 | Signore del male 「悪徳領主」 - Akutoku ryōshu | 14 giugno 2025 |         |
| 11 | Vedendo con quanta gioia Christiana abbatte i pirati, i suoi cavalieri temono che anni di torture abbiano compromesso la sua sanità mentale. Tuttavia, gli ufficiali di Liam ritengono che lei possa essere il signore più degno dell'Impero. Amagi ordina a tutte le navi di sparare contro il campo di forza di Goaz, aprendo un varco per far passare Liam. Sebbene sappia che fuggire dalla battaglia come un codardo significherebbe la fine della sua carriera di pirata, Goaz decide di ritirarsi, lasciando la sua flotta a morire. Prima che possa scappare, Liam distrugge i motori e le scialuppe e entra nell'ammiraglia con i suoi uomini alla ricerca di Goaz. I sentimenti di felicità di Liam causano un malore fisico a Guida, che, disperato, concede a Goaz una forza sovrumana e una pelle impenetrabile. In risposta, appare un cane luminoso che guida Liam verso un cubo d'oro lasciato cadere da Goaz e poi a una stanza del tesoro piena di oggetti d'antiquariato, dove Liam prende una katana ornata come trofeo. Goaz attacca alcuni degli uomini di Liam e quest'ultimo rompe la sua spada contro la pelle invulnerabile dell'avversario, costringendolo a impugnare la katana ornata. Inaspettatamente, la katana recide gli arti di Goaz e, nonostante questi offra tutti i suoi tesori segreti in cambio della vita, Liam gli recide la testa per riscuotere la taglia imperiale. Nonostante la vittoria e le immense ricchezze ottenute, Liam rimane deluso dal fatto che il suo epico e tanto atteso duello con Goaz sia stato piuttosto anticlimatico. |                |         |
| 12 | Famiglia 「家族」 - Kazoku | 21 giugno 2025 |         |
| 12 | Christiana completa il suo ultimo trattamento e mostra il corpo completamente restaurato, scatenando una discussione con Nias. Nel frattempo, Eulishia cerca di vendere a Liam una nuova Super-Dreadnought, ma si rende conto che queste navi sono limitato dall'Impero. Per la sua vittoria su Goaz, Liam viene invitato sul pianeta natale dell'Impero, dove incontra i suoi genitori e i due nonni. Questi ultimi gli chiedono di aumentare il loro mantenimento, sostenendo di aver accumulato molti debiti ultimamente. Furioso, Liam concede solo un piccolo aumento, a patto che non gli rivolgano più la parola. Colto l'attimo, Guida manipola i sentimenti negativi della famiglia di Liam, spingendo i suoi genitori a pianificare di rimuoverlo legalmente come capofamiglia, rubare le sue ricchezze e persino farlo assassinare. Il cane luminoso guida Amagi ad ascoltare il loro piano. Più tardi, il Cancelliere Imperiale respinge la richiesta di cambiare il capofamiglia, sottolineando che Liam gode di un'ottima reputazione, paga regolarmente le tasse e che l'Impero ha progetti per il suo futuro. Questo implica che, in caso di morte misteriosa di Liam, la famiglia sarebbe automaticamente sospettata. Dopo aver convinto il Cancelliere a sostenere Liam, Amagi riesce anche ad acquistare una Super-Dreadnought. Poiché Liam ha quasi 50 anni e sta per diventare maggiorenne, Amagi annuncia la sua intenzione di andarsene, temendo che un adulto con un robot IA sia vulnerabile agli attacchi alla reputazione da parte dei nemici. Liam confuta questa logica e fa appello alle emozioni di Amagi, che alla fine ammette che lasciarlo sarebbe doloroso. Liam aggiunge che, se se ne andasse, lui rischierebbe di diventare un alcolizzato disonorevole. Amagi accetta quindi di rimanere per proteggerlo da se stesso. Tornato a casa per riprendere il suo ruolo di signore del male, Liam prova una gratitudine così intensa per la sua nuova vita che Guida sviene per la nausea.                     |                |         |